# Ълъджабашъ (вилает Чанаккале)
Ълъджабашъ (на турски: Ilıcabaşı) е село в околия Бига, вилает Чанаккале, Турция. Разположено на около 400 метра надморска височина. Населението му през 2009 г. е 101 души, основно българи – мюсюлмани (помаци), преселили се през 1893 г. от селата – Лъкавица, Карамуш (община Лъки), и Чурен в Родопите.